# Dino Tasselli
Dino Tasselli (Casalguidi, 5 dicembre 1910 – Serravalle Pistoiese, 27 giugno 1985) è stato un calciatore italiano, di ruolo attaccante.

## Carriera
Debutta con la Pistoiese nel campionato di Divisione Nazionale 1928-1929 disputando 11 partite; a partire dalla stagione 1929-1930 gioca in Serie B totalizzando con i toscani 73 presenze e 15 reti tra i cadetti, con un unico intervallo nella stagione 1931-1932 giocata con il Ventimiglia.
Lascia la Pistoiese nel 1935 per militare in seguito nel Savoia, nel Macerata e nel Dopolavoro S.A.F.F.A. di Fucecchio. Chiude la carriera con un'ultima apparizione nella Pistoiese, nel campionato di Serie C 1938-1939.